# 印度之旅
《印度之旅》（英語：A Passage to India）是一部1984年大卫·利恩编剧并执导的英国剧情片，改编自1924年英国作家E. M. Forster所著的同名小说以及1960年印裔美国人Santha Rama Rau根据小说而创作的戏剧。
本片是大卫·利恩执导的最后一部电影，获得奥斯卡奖最佳影片、最佳导演等11项提名，Peggy Ashcroft赢得最佳女配角奖，她也以77岁的高龄成为奥斯卡史上最年长的女配角奖得主，音乐人Maurice Jarre赢得第三座最佳原创配乐奖。

## 剧情
故事背景发生在1920年代的英属印度，当时印度独立运动势头正在增长中，上层的英国统治者与下层的印度大众彼此之间存在着对立情绪和矛盾冲突。
阿黛拉小姐与年老的摩尔太太从英格兰来到印度来看望任职法官的希思罗并顺便旅游观光，希思罗是摩尔太太之子，并与阿黛拉是一对订婚的情侣。两位女士来之后想认识当地的印度人，并因此结识了印度人艾斯医生和哥伯力教授，尽管希思罗不愿与印度人亲近，不过艾斯医生却博得两位女士的好感，艾斯更因此与当地的大学校长菲丁（英国人）成为好友。
好客的艾斯邀请阿黛拉、摩尔太太和菲丁去参观附近著名的旅游景点——一处神秘石洞。在前去旅游途中，菲丁由于受到哥伯力的拖累而没有及时赶得上艾斯与两位女士的火车，在探访石洞时，摩尔太太受石洞中的回声和众人的干扰导致其心脏病发作。于是她嘱咐艾斯陪伴阿黛拉继续看高处的石洞，自己留下休息。然而在艾斯陪伴阿黛拉与一名导游前进的途中，阿黛拉的心绪被石洞回声严重影响，促使使其慌忙下山并被植物刺伤。回去后精神不稳定的阿黛拉指控艾斯企图强奸她，艾斯因此被捕并等待审判，该地的英国人都认为艾斯是有罪的，只有菲丁坚信其是无辜的。
此时摩尔太太被其子希思罗安排乘坐轮船回国，她不幸在船上心脏病发并逝世，只得被人葬入大海中。在庭审前和审判进行中，都有大量印度民众声援支持艾斯。健康恢复后的阿黛拉在法庭上说出实情，使得无辜的艾斯获得释放，此外她也公开表示不喜欢希思罗。听闻艾斯无罪的消息，外面的印度民众欢呼雀跃，将艾斯视为一个民族英雄般对待。事后艾斯委托律师要求公诉人赔偿其2万元。
后来哥伯力去克什米尔担任教育部长，而艾斯则成立了一家医院。数年后，菲丁携带新婚妻子斯黛拉（摩尔太太之女）去看望艾斯，了解到艾斯已与阿黛拉互通过信件并原谅了对方的事实。

## 角色
- Judy Davis - Adela Quested
- Peggy Ashcroft - Mrs Moore
- Victor Banerjee - Dr Aziz Ahmed
- James Fox - Richard Fielding
- Alec Guinness - Professor Godbole
- Nigel Havers - Ronny Heaslop
- Michael Culver - Major McBryde
- Clive Swift - Major Callendar
- Art Malik - Ali
- Saeed Jaffrey - Advocate Hamidullah
- Roshan Seth - Advocate Amrit Rao
- Richard Wilson - Turton
- Antonia Pemberton - Mrs. Turton

## 奖项与提名
奥斯卡奖
获奖
- 最佳女配角: Peggy Ashcroft
- 最佳原创配乐: Maurice Jarre

提名
- 最佳影片: John Brabourne 和 Richard Goodwin
- 最佳导演: David Lean
- 最佳女主角: Judy Davis
- 最佳改编剧本: David Lean
- 最佳艺术指导: Art Direction: John Box, Leslie Tomkins; Set Decoration: Hugh Scaife
- 最佳摄影: Ernest Day
- 最佳服装设计: Judy Moorcroft
- 最佳剪辑: David Lean
- 最佳音效: Graham V. Hartstone, Nicolas Le Messurier, Michael A. Carter 和 John W. Mitchell

金球奖
获奖
- 最佳外国电影
- 最佳女配角: Peggy Ashcroft
- 最佳配乐: Maurice Jarre

提名
- 最佳导演: David Lean
- 最佳剧本: David Lean

英国电影学院奖
获奖
- 最佳女主角: Peggy Ashcroft

提名
- 最佳影片
- 最佳男主角: Victor Banerjee
- 最佳男配角: James Fox
- 最佳改编剧本: David Lean
- 最佳摄影: Ernest Day
- 最佳服装设计: Judy Moorcroft
- 最佳艺术指导: John Box
- 最佳音乐: Maurice Jarre